# Sunscreem
I Sunscreem sono un gruppo musicale inglese.

## Storia del gruppo
I Suncreem sono attivi dai primi anni 1990. Il loro organico è composto dai due cantanti/tastieristi Lucia Holm e Paul Carnell e una serie di collaboratori. Pubblicarono i due primi singoli Walk On e Pressure nel 1991. L'anno dopo fu la volta di Love U More, considerato il loro cavallo di battaglia nonché il loro più grande successo. Ne verranno realizzate delle cover da artisti come Paul Elstak, Rollergirl e le Steps. I seguenti singoli Perfect Motion (1992), Broken English (1992), una cover di Marianne Faithfull e Pressure US (1993), riedizione della sopracitata Pressure, entrarono nella top 20. Nel 1993 i Suncreem pubblicarono l'album d'esordio O3, pubblicato negli USA tramite la Columbia.

## Formazione
- Lucia Holm – voce, tastiera
- Paul Carnell – voce, tastiera
- Rob Fricker – basso
- Darren Woodford – chitarra
- Sean Wright – batteria
- Wayne Simms – chitarra
- Gary "Baz" Bailey – missaggio
- Nick Slingsty – missaggio
- Dave Valentine – missaggio

## Discografia

### Album in studio
- 1993 – O3
- 1996 – Change or Die
- 1996 – New Dark Times
- 1998 – Looking at You: Club Anthems
- 2001 – Ten Mile Bank
- 2007 – Club Classics
- 2008 – House Classics
- 2015 – Sweet Life
- 2018 – Out of the Woods
- 2025 – New Dark Times

### Singoli
- 1991 – Walk On
- 1991 – Pressure
- 1992 – Love U More
- 1992 – Perfect Motion
- 1992 – Broken English
- 1993 – Pressure US
- 1995 – When
- 1995 – Exodus
- 1995 – White Skies
- 1996 – Secrets
- 1996 – Looking at You
- 1997 – Catch
- 1999 – No Angel
- 1999 – Exodus '99
- 2001 – Please Save Me (con Push)
- 2001 – Coda
- 2002 – Perfect Motion 2002
- 2008 – Perfect Motion

### Compilation
- 2009 – Love U More – The Very Best of Sunscreem